# Gerhard Theobald
Gerhard Theobald (* 27. Dezember 1949) ist ein ehemaliger deutscher Fußballschiedsrichter.
Der aus Wiebelskirchen stammende Theobald leitete von 1982 bis 1993 insgesamt 95 Spiele der Fußball-Bundesliga.
Gerhard Theobald ist heute Stellvertretender Vorsitzender und Verbandsschiedsrichterlehrwart des Saarländischen Fußballverbandes.